# クリス・ベンダー (映画プロデューサー)
クリス・ベンダー（Chris Bender、1971年 - ）は、アメリカ合衆国の映画プロデューサー。

## キャリア
彼と脚本家のアダム・ハーツの高校時代での体験を基にした映画『アメリカン・パイ』シリーズを企画し、共同製作したのが彼の映画製作キャリアの始まり。
1998年11月には、バックネル大学の同窓生であるJ.C.スピンクをパートナーに迎え、共同で、映画管理・製作会社「Benderspink」を設立した。Benderspink社は、ニュー・ライン・シネマとのファーストルック契約を15年以上にわたって成功させ、Universal Cable Productionsとのファーストルック契約、それ以前には、CBSスタジオやFox21とのファーストルック契約も結んでいた 。
2016年、ベンダーとスピンクは、それぞれ独自の会社を設立することを追求するために解散した。J.C.スピンクは2017年に亡くなり、業界の友人や家族が参列する追悼式で祝福された。
クリス・ベンダーは、2016年にジェイク・ワイナーとともにGood Fear Contentを設立した。同社は、世代を超えた才能を志す新しい声を育て、確立することに重点を置き、劇場、テレビ、新興のデジタルプラットフォームで、ジャンルにとらわれないメディアを制作している。同社の下での最近の作品では、デヴィッド・ロバート・ミッチェル監督の『アンダー・ザ・シルバー・レイク』にプロデューサーとして参加し、2016年にアカデミー主演男優賞にノミネートされたアンドリュー・ガーフィールド、ライリー・キーオ、トファー・グレイスと組んだ。この映画はカンヌ国際映画祭のコンペティション部門で上映され、2019年4月にA24（会社）からアメリカ国内で公開された。 2020年にはアマゾン・スタジオが『マイ・スパイ』を公開した。監督はピーター・シーガルで、デイブ・バウティスタとKristen Schaalが出演している。そのプロジェクトに続いて、父を救うために戦士に変装する中国の若い乙女の古典的な冒険を実写化した『ムーラン』が公開された。ディズニーから公開されたこの映画は、ニキ・カーロが監督を務め、劉亦菲、ジェット・リー、コン・リー、ドニー・イェンが出演している。
ベンダーが製作を担当した他のプロジェクトには、ジェニファー・アニストンとジェイソン・サダイキス主演の大ヒットコメディ『なんちゃって家族』、ジェイソン・ベイトマン、ジェイソン・サダイキス、チャーリー・デイ主演の『モンスター上司2』、エド・ヘルムス、クリスティナ・アップルゲイト、クリス・ヘムズワース出演の『お!バカんす家族』などがあり、いずれもニュー・ライン社が担当している。
ベンダーは、さまざまなジャンルの6つのフランチャイズに成長したプロジェクトをプロデュースまたは企画開発してきた。それは、『ファイナル・デスティネーション』、『アメリカン・パイ』、『ザ・リング』、『キャッツ & ドッグス』、『バタフライ・エフェクト』、そして『ハングオーバー!』シリーズである。彼の作品のうち8本がオープニングで1位を獲得しており、ベンダーは『ヒストリー・オブ・バイオレンス』でゴールデングローブ賞にノミネートされた。

## フィルモグラフィ

### プロデューサー
| 年          | 邦題 原題                                                              | 役割                         | 備考           |
| ----------- | ---------------------------------------------------------------------- | ---------------------------- | -------------- |
| 1999        | アメリカン・パイ American Pie                                          | 共同プロデューサー           |                |
| 2000        | ファイナル・デスティネーション Final Destination                       | アソシエイト・プロデューサー |                |
| 2001        | キャッツ & ドッグス Cats & Dogs                                        | 製作総指揮                   |                |
| 2001        | アメリカン・サマー・ストーリー American Pie 2                          | 共同プロデューサー           |                |
| 2002        | Cheats                                                                 | プロデューサー               |                |
| 2003        | アメリカン・パイ3:ウェディング大作戦 American Wedding                  | プロデューサー               |                |
| 2003        | Blind Horizon                                                          | 共同製作総指揮               |                |
| 2004        | バタフライ・エフェクト The Butterfly Effect                            | プロデューサー               |                |
| 2005        | ザ・リング2 The Ring Two                                               | 共同製作総指揮               |                |
| 2005        | ウエディング宣言 Monster-in-Law                                        | プロデューサー               |                |
| 2005        | ヒストリー・オブ・バイオレンス A History of Violence                   | プロデューサー               |                |
| 2005        | パニック・フライト Red Eye                                             | プロデューサー               |                |
| 2005        | Just Friends                                                           | プロデューサー               |                |
| 2006 – 2009 | カイルXY Kyle XY                                                       | 製作総指揮                   | テレビシリーズ |
| 2006        | バタフライ・エフェクト2 The Butterfly Effect 2                         | プロデューサー               | ビデオスルー   |
| 2008        | パラサイト・バイティング 食人草 The Ruins                              | プロデューサー               |                |
| 2009        | ハングオーバー! 消えた花ムコと史上最悪の二日酔い The Hangover          | 製作総指揮                   |                |
| 2010        | リープ・イヤー うるう年のプロポーズ Leap Year                          | プロデューサー               |                |
| 2011        | アイ・アム・ナンバー4 I Am Number Four                                 | 製作総指揮                   |                |
| 2011        | ミスター・アーサー Arthur                                              | プロデューサー               |                |
| 2011        | ハングオーバー!! 史上最悪の二日酔い、国境を越える The Hangover Part II | 製作総指揮                   |                |
| 2013        | 俺たちスーパーマジシャン The Incredible Burt Wonderstone               | プロデューサー               |                |
| 2013        | ハングオーバー!!! 最後の反省会 The Hangover Part III                   | 製作総指揮                   |                |
| 2013        | なんちゃって家族 We're the Millers                                     | プロデューサー               |                |
| 2014        | ゾンビーバー Zombeavers                                                | プロデューサー               |                |
| 2015        | お!バカんす家族 Vacation                                               | プロデューサー               |                |
| 2016        | クリミナル 2人の記憶を持つ男 Criminal                                  | プロデューサー               |                |
| 2016        | Tracktown                                                              | 製作総指揮                   |                |
| 2017        | ザ・リング/リバース Rings                                              | 製作総指揮                   |                |
| 2018        | アンダー・ザ・シルバーレイク Under the Silver Lake                     | プロデューサー               |                |
| 2019        | ポラロイド Polaroid                                                    | プロデューサー               |                |
| 2020        | マイ・スパイ My Spy                                                    | プロデューサー               |                |
| 2020        | ムーラン Mulan                                                         | プロデューサー               |                |
| TBA         | The Calling                                                            | プロデューサー               |                |